# Algerische Basketballnationalmannschaft der Damen
Die algerische Basketballnationalmannschaft der Damen ist die Auswahl algerischer Basketballspielerinnen, welche die Fédération Algérienne de Basket-Ball auf internationaler Ebene, beispielsweise in Freundschaftsspielen gegen die Auswahlmannschaften anderer nationaler Verbände, aber auch bei internationalen Wettbewerben repräsentiert. Größter Erfolg war der vierte Platz bei der Afrikameisterschaft 1968. 1963 trat der nationale Verband dem Weltverband Fédération Internationale de Basketball (FIBA) bei. Ende 2014 wurde die Mannschaft auf dem 70. Platz in der Weltrangliste der Frauen geführt.

## Internationale Wettbewerbe

### Algerien bei Weltmeisterschaften
Die Mannschaft konnte sich bisher nicht für eine Weltmeisterschaft qualifizieren.

### Algerien bei Olympischen Spielen
Bisher gelang es der Mannschaft nicht, sich für die olympischen Basketballwettbewerbe zu qualifizieren.

### Algerien bei Afrikameisterschaften
Die Mannschaft kann bisher sieben Teilnahmen an der Afrikameisterschaft vorweisen:
| - 1966: nicht qualifiziert - 1968: 4. Platz - 1970: nicht qualifiziert - 1974: 9. Platz - 1977: 8. Platz - 1979: nicht qualifiziert - 1981: 8. Platz - 1983: nicht qualifiziert - 1984: nicht qualifiziert - 1986: nicht qualifiziert - 1990: 8. Platz | - 1993: nicht qualifiziert - 1994: nicht qualifiziert - 1997: nicht qualifiziert - 2000: nicht qualifiziert - 2003: 10. Platz - 2005: nicht qualifiziert - 2007: nicht qualifiziert - 2009: nicht qualifiziert - 2011: nicht qualifiziert - 2013: 11. Platz |

### Algerien bei den Afrikaspielen
Die Damen-Basketballnationalmannschaft Algeriens nahm bisher dreimal an den Wettbewerben der Afrikaspiele teil. 2007 belegte die Mannschaft den sechsten, im Jahr 2011 den achten Rang, außerdem nahm das Nationalteam an den Wettkämpfen 1978 teil.